# IC 1711
IC 1711 је спирална галаксија у сазвјежђу Рибе која се налази на листи објеката дубоког неба у Индекс каталогу.
Деклинација објекта је + 17° 11' 20" а ректасцензија 1h 30m 55,2s. Привидна величина (магнитуда) објекта IC 1711 износи 13,7 а фотографска магнитуда 14,5. IC 1711 је још познат и под ознакама UGC 1082, MCG 3-4-52, CGCG 459-73, FGC 18A, IRAS 01282+1655, PGC 5643.